# Institut für Publizistik
Das Institut für Publizistik der Johannes Gutenberg-Universität Mainz ist eines der großen Institute für Publizistik- und Kommunikationswissenschaft in Deutschland. Es wurde 1966 von Elisabeth Noelle-Neumann gegründet, die schon 1964 ihre Lehrtätigkeit an der Rechts- und Wirtschaftswissenschaftlichen Fakultät aufgenommen hatte und ein Jahr später zur Professorin ernannt worden war. Das Institut hat seither zahlreiche Professoren hervorgebracht, die an Universitäten in Deutschland und im Ausland lehren. Wissenschaftler des Instituts publizieren regelmäßig in den einschlägigen nationalen und internationalen Fachzeitschriften. Buchpublikationen der Gründerin und anderer Professoren des Instituts sind in mehreren Sprachen erschienen. 2022 sind am Institut für Publizistik fünfzehn Professorinnen und Professoren, fünf Honorarprofessorinnen und -professoren und 41 wissenschaftliche Mitarbeiterinnen und Mitarbeiter beschäftigt. Geschäftsführender Leiter des Instituts ist Thomas Koch.

## Geschichte
Die Geschichte des Instituts für Publizistik reicht bis in das Jahr 1963 zurück, als an der Johannes Gutenberg-Universität ein Extraordinariat für Publizistik eingerichtet wurde. Ein Jahr später nahm Elisabeth Noelle-Neumann, Gründerin des Institut für Demoskopie Allensbach, ihre Lehrtätigkeit auf. Im Jahr 1965 wurde sie zur Professorin ernannt, 1967 zur Direktorin des im Vorjahr gegründeten Instituts. Ihre Antrittsvorlesung hielt sie unter dem Titel „Öffentliche Meinung und Soziale Kontrolle“.
Erster Wissenschaftlicher Mitarbeiter am Institut wurde 1964 Winfried Schulz. Ab 1966 war die Promotion mit publizistikwissenschaftlichen Themen im Fachbereich Rechts- und Wirtschaftswissenschaften möglich. Publizistik wurde Wahlfach für die Prüfung zum Diplom-Volkswirt und Diplom-Handelslehrer. Im Jahr 1968 wurde Elisabeth Noelle-Neumann zur ordentlichen Professorin mit eigenem Lehrstuhl ernannt. Im gleichen Jahr wurde Publizistik zum Hauptfachstudium an der Philosophischen Fakultät mit den Abschlussmöglichkeiten Magister Artium und der Promotion zum Dr. phil. 1972 wurde das Institut in den neu gegründeten Fachbereich Sozialwissenschaften eingegliedert.
Ab Ende der 1970er Jahre wurde das Institut sukzessive vergrößert. 1978 wurde der Aufbaustudiengang Journalistik mit zwei Professuren für Pressejournalismus eingerichtet. 1980 folgte eine Professur für Medienrecht. 1982 wurde Hans Mathias Kepplinger auf eine neu geschaffene Professur für Empirische Kommunikationsforschung mit dem Schwerpunkt Politische Kommunikation berufen. Die Institutsgründerin Elisabeth Noelle-Neumann wurde 1983 emeritiert, setzte ihre Lehr- und Forschungstätigkeit jedoch fort. 1988 wurde Jürgen Wilke als ihr Nachfolger auf die Professur für Publizistik berufen, die fortan der Allgemeinen Kommunikationswissenschaft gewidmet wurde. 1984 wurde eine Professur für Fernsehjournalismus geschaffen, ein Jahr später eine Professur für Medienwirtschaft und Medienwirkung, die später dem Schwerpunkt Öffentlichkeitsarbeit gewidmet wurde.
Die thematische Ausdifferenzierung der Kommunikationswissenschaft schlug sich in den folgenden Jahren auch in der Einrichtung weiterer Professuren und Studiengänge nieder: Es folgten Professuren für Medienstruktur (1995), Medienwirtschaft (1999), Online-Kommunikation (2007), Unternehmenskommunikation (2009) und Medienkonvergenz (2011). Das klassische Spektrum des Fachs wurde seit 2009 durch eine weitere Professur für Kommunikationswissenschaft vertreten. Zuletzt folgten eine Junior-Professur für Mediensysteme und Medienleistungen, eine Professur für Medienwirkung und Medienpsychologie (beide 2017), eine Professur für Computational Communication Science (2019) sowie eine Professur für Demokratie und Digitale Kommunikation.
Das Studienangebot wurde zum Sommersemester 2002 um den Diplomstudiengang Medienmanagement erweitert. Der Aufbaustudiengang Journalistik wurde zum Wintersemester 2002/2003 in den Masterstudiengang Journalismus umgewandelt. Ab dem Wintersemester 2008/09 erfolgte die im Rahmen des Bologna-Prozesses geplante Einführung von Bachelor- und Masterstudiengängen. 2009 wurde das Master-Studienangebot um den Studiengang Unternehmenskommunikation erweitert, einer der ersten weiterführenden und spezialisierten deutschen Studiengänge in diesem Bereich. Ein Jahr später wurde das Bachelor-Beifach Audiovisuelles Publizieren eingerichtet. Der Master-Studiengang Kommunikationswissenschaft kam 2011 hinzu. Das Lehrangebot wurde seitdem kontinuierlich weiterentwickelt.
2013 zog das Institut in das neu errichtete Georg-Forster-Gebäude zwischen Universitätsbibliothek und Philosophicum auf dem Mainzer Campus.

## Forschungsschwerpunkte
Seit der Einrichtung der ersten Professur für Publizistik im Jahr 1963 steht die Analyse theoretischer und praktischer Fragen zu Ursachen, Inhalten und Wirkungen der Massen(-Medien) im Mittelpunkt der Forschung am IfP. Dabei hat sich eine „Mainzer Schule“ herausgebildet, die sich dem gesamten Spektrum moderner sozialwissenschaftlicher Methoden bedient – neben klassischen Befragungen und Inhaltsanalysen auch automatische und apparative Verfahren mittels Eye-Tracking und RTR-Messung.
Dabei werden auch der gesellschaftliche Dialog über aktuelle politische und kommunikationswissenschaftliche Themen und der Wissenstransfer in die Öffentlichkeit angestrebt. Prominentes Beispiel stellt in diesem Kontext die Langzeitstudie Medienvertrauen dar, in der seit 2015 die Ursachen, Entwicklungen und Folgen von Vertrauen in öffentliche Kommunikation in Deutschland untersucht werden. Gleichermaßen gefördert werden soll die interdisziplinäre Zusammenarbeit mit Forscherinnen und Forschern anderer Disziplinen.
Gegenwärtig lassen sich die Forschungsaktivitäten in sechs, teils interdependente Bereiche aufteilen:
- Medienwandel und -konvergenz
- Medien und Öffentlichkeit
- Nutzung und Wirkung der Medien
- Politische Kommunikation und Medienpolitik
- Journalismus und Gesellschaft
- Forschungsmethoden und Methodenforschung

## Studienangebot
Aktuell bietet das Institut Studierenden folgende Ausbildungsmöglichkeiten an:
- den grundständigen Bachelorstudiengang Publizistik
- das Bachelor-Beifach "Audiovisuelles Publizieren"
- die weiterführenden Master-Studiengänge
  - "Kommunikation" mit den Schwerpunkten
    - Kommunikations- und Medienforschung,
    - Medienmanagement und
    - Unternehmenskommunikation sowie

  - "Journalismus"

Pro Studienjahr werden im Bachelor Publizistik rund 250 Studierende aufgenommen, im Bachelor-Beifach Audiovisuelles Publizieren 48 Studierende, in den Master-Studiengängen Kommunikation jeweils 25 Studierende und im Master Journalismus 20 Studierende.
Inzwischen (Stand 2018) haben mehr als 5.000 Studierende ihren Abschluss am Institut für Publizistik erworben. Zudem sind seit 1968 mehr als 100 Promotionen und 13 Habilitationen entstanden. Laut einer Befragung unter Absolventinnen und Absolventen, die zwischen 2015 und 2020 einen Abschluss am Institut erworben hatten, würden fast drei Viertel der Absolventen wieder am Institut studieren. Der Beitrag des Studiums für den Beruf wird von den Absolventinnen und Absolventen durchgängig als hoch eingeschätzt – der Anteil derjenigen Absolventinnen und Absolventen, die dem Studium keinen oder einen geringen Beitrag für den Beruf zuschreiben, ist 2020 mit 26 % auf dem niedrigsten Stand seit 1989. Mehr als 70 Prozent finden eine Stelle in dem von ihnen angestrebten Berufsfeld. Über die Hälfte der Absolventinnen und Absolventen hat vor dem Examen eine Stellenzusage erhalten, 87 Prozent finden innerhalb der ersten fünf Monate nach Studienabschluss eine Stelle.

## Personen (Auswahl)
Liste bekannter Personen, die am IfP forschen und geforscht haben:
- Bernd-Peter Arnold (Honorarprofessor)
- Frank Brettschneider
- Hans-Bernd Brosius
- Michael Kunczik
- Axel Buchholz (Honorarprofessor)
- Murat Sadullah Cebi
- Gregor Daschmann (Professor für Medienstruktur und Medienwirkung)
- Yossi David (Israel Professorship in Communication Science)
- José Carlos Del Ama Gonzalo
- Leyla Dogruel (Juniorprofessorin Mediensysteme und Medienleistungen)
- Wolfgang Donsbach
- Simone Ehmig (Honorarprofessorin)
- Frank Esser
- Nayla Fawzi
- Werner Früh
- Stefan Geiß
- Frank Habann
- Hans Mathias Kepplinger
- Volker Klenk (Honorarprofessor für Unternehmenskommunikation)
- Thomas Koch (Professor für Unternehmenskommunikation)
- Manfred Knoche
- Renate Köcher
- Jessica Kunert (Juniorprofessorin für Innovation und Genderforschung im Journalismus)
- Melanie Leidecker-Sandmann
- Bettina Lis
- Melanie Magin
- Adrian Meier
- Marcus Maurer (Professor für Politische Kommunikation)
- Heinz-Werner Nienstedt
- Erich Lamp
- Wolfram Peiser
- Senja Post (Professorin für Wissenschaftskommunikation)
- Oliver Quiring (Professor für Kommunikationswissenschaft)
- Leonard Reinecke (Professor für Medienwirkung und Medienpsychologie)
- Carsten Reinemann
- Bjørn von Rimscha (Professor für Medienwirtschaft)
- Thomas Roessing
- Patrick Rössler
- Michael Scharkow (Professor für Computational Communication Science)
- Christian Schemer (Professor für Allgemeine Kommunikationsforschung)
- Michael Schenk
- Helmut Scherer
- Bertram Scheufele
- Dietram Scheufele (Professor für Wissenschaftskommunikation)
- Beate Schneider
- Klaus Schönbach
- Armin Scholl
- Tanjev Schultz (Professor für Grundlagen und Strategien des Journalismus)
- Winfried Schulz
- Katja Schupp (Professorin für Audiovisuelles Publizieren)
- Michael Skwarciak
- Birgit Stark (Professorin für Medienkonvergenz)
- Jürgen Wilke
- Thomas Zerback
- Marc Ziegele